# Pierre-Hubert Nysten
Pierre-Hubert Nysten, né le 30 octobre 1771, mort le 3 mars 1818 à Paris, est un physiologiste et pédiatre franco-belge.

## Biographie
Né à Liège, il étudie à Paris et devient professeur à l'École de médecine de Paris.
Avec Bichat (1771-1802), il mène des expériences pionnières électro-médicales. Il est chargé de plusieurs missions par le gouvernement français, et devient médecin de l'Hospice des Enfants Assistés. Il décrit la polyhédrose, les symptômes associés à l'albuminurie et le processus de la rigidité cadavérique (1811) : la « loi de Nysten » définit les différentes étapes de cette rigidité.
En 1806 l'obstétricien Joseph Capuron (voir Wikipédia en anglais)(1767-1850)  publie un dictionnaire médical intitulé Dictionnaire de médecine, de chirurgie, de physique, de chimie et d'histoire naturelle. Puis il le retravaille avec Nysten et ensemble ils publient en 1810 une deuxième édition augmentée chez le médecin-éditeur Brosson intitulée Nouveau dictionnaire de médecine, de chirurgie, de physique, de chimie et d'histoire naturelle. Son succès depuis la seconde édition conduit à une troisième édition révisée en 1814 sous le seul nom de Nysten. Celui-là même que des générations de médecins et d'étudiants utilisent couramment pour le désigner. Après la mort du médecin, son dictionnaire est mis à jour et republié un très grand nombre de fois. En 1845 alors que la 9e édition est sur le point de paraître, l'éditeur médical Baillière en rachète les droits de publication. Celui-ci fait complètement refondre l’œuvre au motif que les avancées scientifiques le nécessitent. Les éditions de 1855 et 1858 portent toujours le nom de Nysten pour bénéficier de la renommée de son prédécesseur. Mais les descendants du docteur Nysten font un procès à l'éditeur et en 1865 sort la 12eet dernière édition portant le nom de Nysten. La 13e édition de 1873 dont le titre est inchangé ne fait plus référence à Nysten.

## Publications
- Nouvelles expériences galvaniques, faites sur les organes musculaires de l'homme et des animaux à sang rouge ; dans lesquelles, en classant ces divers organes sous le rapport de la durée de leur excitabilité galvanique, on prouve que le cœur est celui qui conserve le plus long-temps cette propriété, 1803, Lire en ligne
- Recherches sur les maladies des vers à soie, Paris, 1808, consultable sur Google Livres.
- avec Joseph Capuron, Dictionnaire de médecine, de chirurgie, de pharmacie, des sciences accessoires et de l’art vétérinaire, 2e éd. entièrement refondue (1re éd. de Capuron seul), Paris, 1810, in-8° ; 3e éd., 1814 ; 4e éd. (par M. Bricheteau), Paris : J.-A. Brosson et J.-S. Chaudé, 1823-1824, in-8°, VIII-786 p. ; 5e éd. (revue par MM. Bricheteau, Henri et Briand), Paris : J.-S. Chaudé, et Montpellier : Sévalle, 1833, in-8°, VI-954 p. Texte en ligne ; 7e éd., Paris : J.-S. Chaudé, 1839, in-8°, VI-989 p. ; 9e éd., 1845, in-8° ; 10e éd. (revue par Émile Littré et Charles-Philippe Robin ; ouvrage augmenté de la Synonymie latine, grecque, allemande, anglaise, italienne et espagnole et suivi d'un glossaire de ces diverses langues), Paris : J.-B. Baillière, 1855, 2 grands vol. in-8° ; 11e éd., Paris : J.-B. Baillière et fils, 1858, 2 grands vol. in-8° ; 12e éd., Paris, J.-B. Baillière et fils, 1865, 2 grands vol. in-8° ; traduit en espagnol en 1854 (Diccionario de medicina, cirujia, farmacia... sacado de las obras de Nysten, Bricheteau, O. Henry, J. Briand, Jourdan… ; y revisado por el Dr José Castells, Paris : Rosa y Bouret, 1854, 2 vol. in-18)[4]

## Hommage
La rue Nysten à Liège lui rend hommage.